# アルフォンソ・フェッラボスコ2世
アルフォンソ・フェッラボスコ2世（Alfonso Ferrabosco the younger, 1575年頃 グリニッジ - 1628年3月11日 同地）は、イングランドの作曲家・ヴァイオル奏者。同姓同名の父親アルフォンソ・フェッラボスコ1世はイタリア出身の音楽家・間諜で、母親は（当時は父の浮気相手で、後に再婚相手となった）スザンナ・サイモンズであった。
エリザベス1世の廷臣ホーマー・ヴァン・オースターワイクの庇護下に教育を受け、父親からイタリアに渡って自分たち両親と暮らすように勧められるが、エリザベス1世が手離そうとせず、1592年にオースターワイクが他界するまでその監督下にあった。その頃には宮廷音楽家として活動を開始しており、ヘンリー王太子の個人教師も務めていた。
フェッラボスコ2世は、いくつかの企画で詩人ベン・ジョンソンと協作して、1605年の《悪魔のマスク》などいくつかのマスクで音楽を手懸けた。ジョン・ダンやトマス・キャンピオンの詩による歌曲は、1609年にジョン・ブラウンによって出版されており、その他にリュート曲やヴァイオル曲もある。しばしばバロック音楽の新しい朗唱様式で作曲しており、イタリアに行ったことがないにもかかわらず、同時代のイタリア音楽に敏感だったことを伺わせている。
フェッラボスコ2世の名声は、ヴァイオル奏者としての辣腕によるところ大であったが、ヴァイオル・コンソートの作曲家としての名声はそれさえも上回った。これらの曲は、たくさんの楽節と超絶技巧を要する旋律線が特徴的な、凝った作品となっている。たとえばフェッラボスコ2世もヴァイオル・コンソートのために数々のすぐれた《イン・ノミネ》を作曲しているが、他の作曲家と違って、対位法的な衒いを捨てている。また、ジョン・コプラリオと並んで最初にライラ・ヴァイオルのために作曲した人物でもあり、ライラ・ヴァイオルのための教則本も執筆した。
フェッラボスコ2世は河川敷の補修など、テムズ川の利権がらみの計画に失敗して借金に苦しめられていた。